# Komlan Assignon
Komlan Assignon (Lomé, 20 de janeiro de 1974) é um ex-futebolista profissional togolês que atuava como meia.

## Carreira
Komlan Assignon representou o elenco da Seleção Togolesa de Futebol no Campeonato Africano das Nações de 1998, 2000 e 2002.